# 日本の電力会社一覧 (戦前)
日本の電力会社一覧（戦前）は、日本発送電（1939年設立）、9配電会社（1942年設立）に統合されるまで存在した日本の電力会社の一覧である。

## 明治
- 函館電燈所
- 渡島水電
- 函館水電
- 盛岡電気
- 仙台電灯
- 新潟水電
- 北越水力電気
- 越後電気
- 新潟水力電気
- 魚沼水力電気
- 東京電燈（日本初の電力会社）
- 茨城電気
- 石岡電気
- 笠間電気
- 品川電燈
- 深川電燈
- 東京鉄道
- 利根発電
- 鬼怒川水力電気
- 桂川電力
- 江戸川電気
- 猪苗代水力電気
- 日本電燈
- 早川電力
- 東京電力（現在の東京電力とは別会社）
- 埼玉電灯
- 王子電気軌道
- 岩槻電気軌道
- 名古屋電燈
- 岐阜電気
- 合同電気
- 富山電燈
- 京都電燈
- 鳥取電燈
- 九州電気軌道
- 九州電灯鉄道
- 九州水力電気
- 熊本電気

### 公営電気事業
供給（配電）事業を行っていたもの。なお、名称は戦時統制直前のものを示す。
- 東京市電気局
- 大阪市電気局
- 京都市電気局
- 横浜市電気局
- 神戸市電気局
- 静岡市電気部
- 仙台市電気部

## 大正
- 大日本電力
- 北海水力電気
- 札幌送電
- 室蘭電燈
- 新潟電気
- 佐渡水力電気
- 村上水電
- 三島電気
- 小木電気
- 佐渡電燈
- 松代電気
- 中央電気
- 越後電力
- 多賀電気
- 茨城電力
- 水浜電車
- 粕壁町営電気事業組合
- 京王電気軌道
- 小田原電気鉄道
- 中国合同電気
- 山陽中央水電

### 五大電力会社
- 東京電燈
- 東邦電力
- 大同電力
- 宇治川電気
- 日本電力

## 昭和
- 帝国電力
- 東北振興電力
- 新潟電力
- 日本海電気
- 山陽配電
- 日立電力

### 九配電会社
- 北海道配電
- 東北配電
- 関東配電
- 中部配電
- 北陸配電
- 関西配電
- 中国配電
- 四国配電
- 九州配電